# Suriname
Pour les articles homonymes, voir Suriname (homonymie).
République du Suriname
(nl) Republiek Suriname
Le Suriname (parfois également orthographié Surinam[réf. nécessaire]), en forme longue la république du Suriname (en néerlandais : Suriname et Republiek Suriname), est un pays d'Amérique du Sud (appelé Guyane néerlandaise jusqu'à son indépendance en 1975).
Il est situé dans le nord du continent, sur le littoral de l'océan Atlantique, au cœur du plateau des Guyanes ou Guyanes. Ses voisins sont le Guyana à l'ouest, le Brésil au sud et la Guyane française à l'est, et sa capitale est Paramaribo. Le pays doit son nom au peuple autochtone des Surinen qui en étaient les principaux habitants. Avec une population d'environ 600 000 habitants et une superficie de 163 270 km2, le Suriname est, après le Guyana, le deuxième pays le moins densément peuplé des Amériques ainsi que le pays ayant la plus faible superficie d'Amérique du Sud.
Le Suriname est l'un des deux derniers pays sur le continent américain où la conduite automobile se fait du côté gauche, l'autre étant son voisin, le Guyana.
La région est colonisée par les Provinces-Unies au XVIIe siècle et prend le nom de Guyane néerlandaise. Elle fournit sucre, café, chocolat et coton à la métropole du fait de l'esclavage, jusqu'à son abolition en 1863. Le Suriname devient une région autonome du royaume des Pays-Bas en 1954 avant d'accéder à l'indépendance en 1975. Un coup d'État militaire en 1980 signe le début d'une décennie de dictature marquée par l'exécution d'opposants politiques (massacres de décembre 1982) et de villageois appartenant à la minorité marron (massacre de Moïwana) ainsi que l'éclatement d'une guerre civile. Le processus démocratique est rétabli au début des années 1990. Le principal responsable du coup d'État de 1980, Desi Bouterse, est cependant élu président de la République en 2010.
La population se concentre sur environ 3 % du territoire, le reste du pays étant au moins constitué à 97 % par la forêt amazonienne, et plus de 90 % de la population se concentre sur la côte qui donne sur l'océan Atlantique.

## Étymologie
La graphie Surinam, employée depuis Candide de Voltaire, est toujours celle utilisée dans de nombreux guides touristiques ou certains organes de presse,.
Aujourd'hui, l'orthographe Suriname est utilisée par l'Organisation des Nations unies, la Commission de toponymie de l'Institut national de l'information géographique et forestière (IGN), l'Union européenne et l'Organisation internationale de normalisation.
L'ex-Guyane néerlandaise gagne son indépendance des Pays-Bas en 1975, après avoir été déclarée autonome en 1954. Le pays change finalement de nom en 1987. L’origine de son nom est hydronymique, le Suriname est en effet le cours d’eau le plus important du pays.

## Géographie

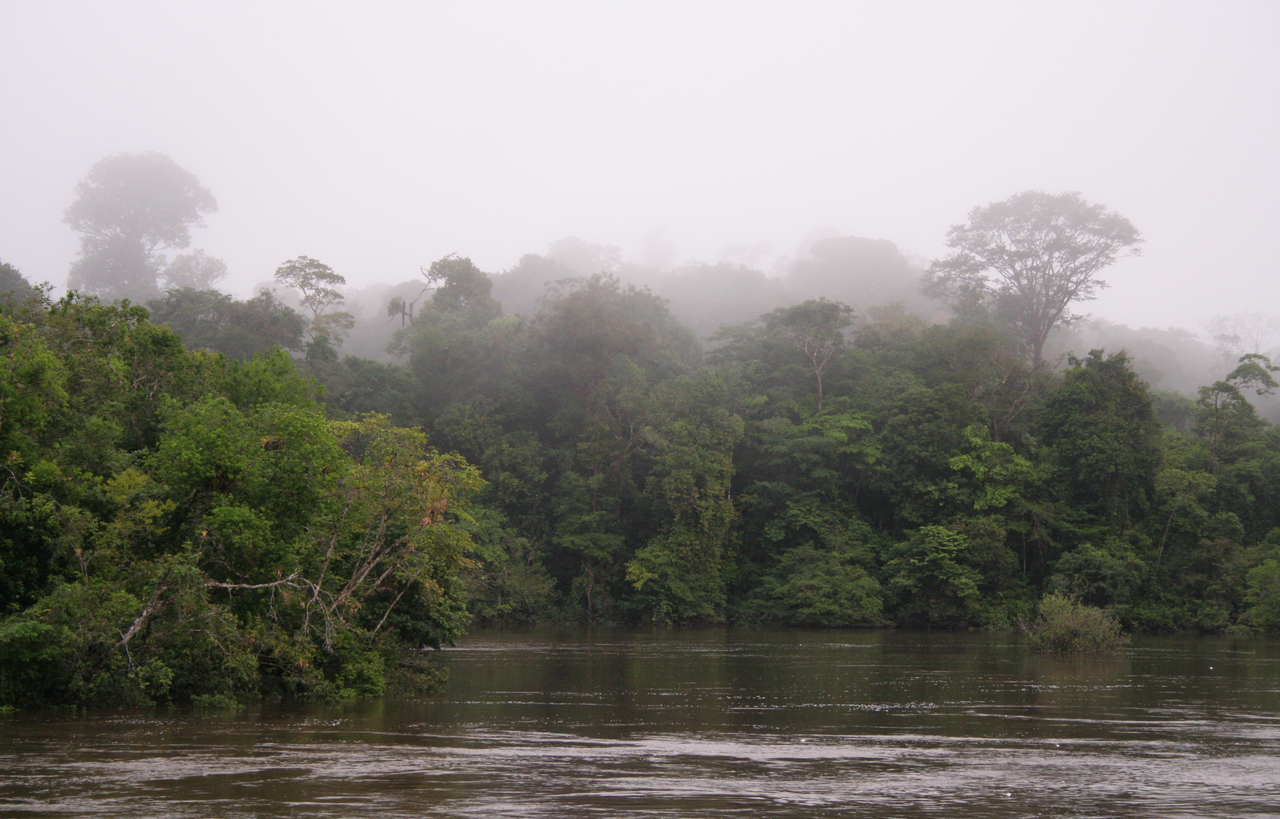
Le fleuve Coppename.

Avec une superficie de 163 270 kilomètres carrés, le Suriname est le plus petit pays d'Amérique du Sud. Cest l'un des nombreux territoires de la Côte Sauvage, entre le delta de l'Orénoque et celui de l'Amazone. Il est situé sur le plateau des Guyanes, un massif montagneux et de plateaux qui comprend la quasi-totalité du pays, du Guyana et de la Guyane française et des parties du Brésil, de la Colombie et du Venezuela.

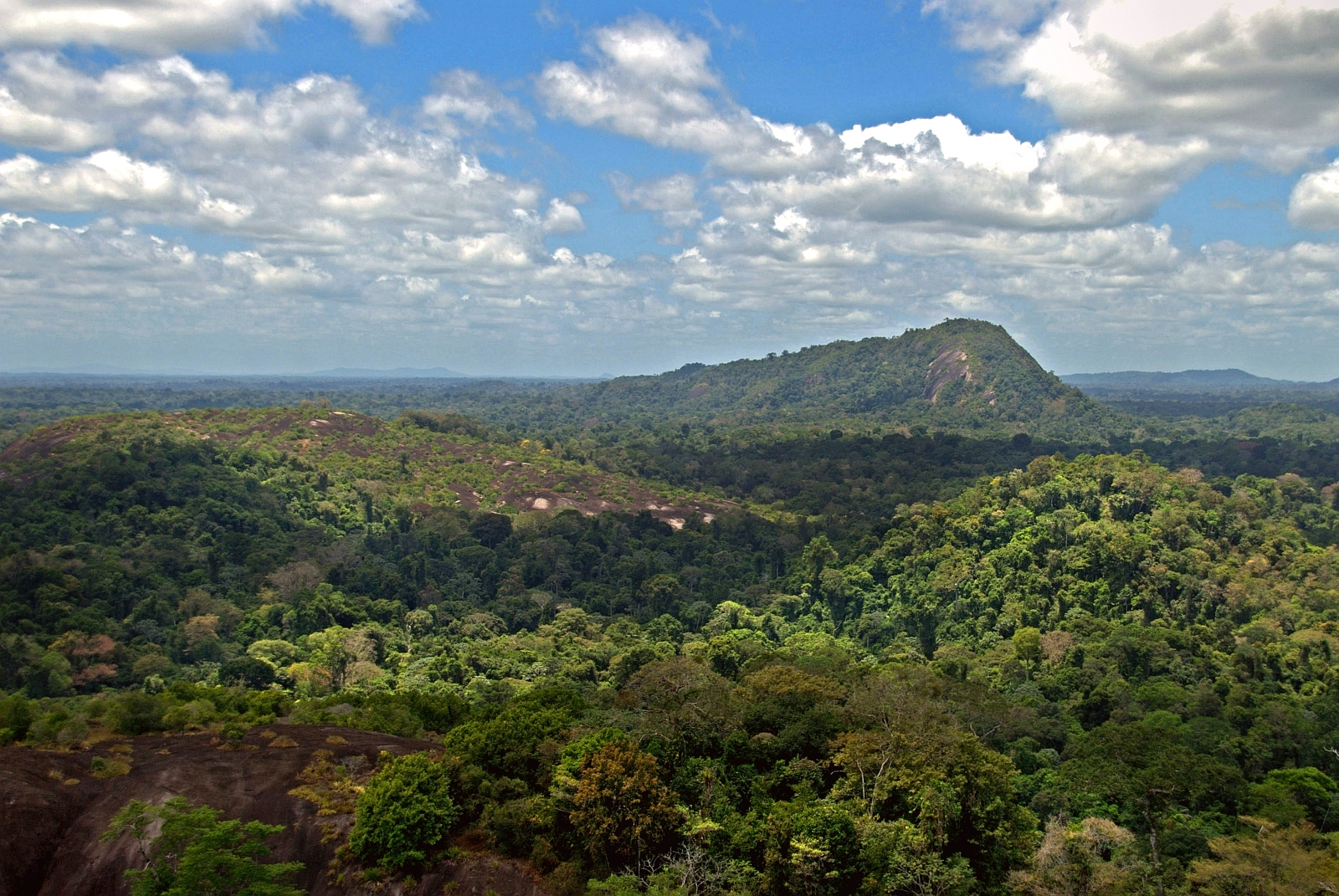
Mont Voltzberg dans le district de Sipaliwini.

Le pays peut être divisé en deux principales aires géographiques : la zone côtière des basses terres du nord, qui a été cultivée et où vit la plupart de la population, et la partie sud constituée de forêts tropicales humides et de savanes peu habitées et qui couvrent environ 80 % de la surface du pays.
Les deux principaux reliefs montagneux du pays sont les monts Bakhuis et les monts Wilhelmina, situés au centre-ouest du pays, et les monts Van Asch Van Wijck, situés au sud-ouest du réservoir de Brokopondo. Le point culminant du pays est le Juliana Top, avec un sommet se situant à 1 280 mètres d'altitude.

### Frontières

Les territoires disputés sont en gris pâle.

Le Suriname est bordé au nord par l'océan Atlantique, à l'est par la Guyane française, au sud par le Brésil et à l'ouest par le Guyana.
- 600 km avec le Guyana
- 597 km avec le Brésil
- 510 km avec la France (Guyane)

Les frontières terrestres du pays demeurent toutefois incertaines, principalement dans le sud du pays où des différends territoriaux ont lieu avec la Guyane française à l'est et avec le Guyana à l'ouest le long des fleuves Marowijne et Corantijn. Toutefois, le 15 mars 2021, les différends entre le Suriname et la Guyane française semblent avoir été réglés,.

### Environnement

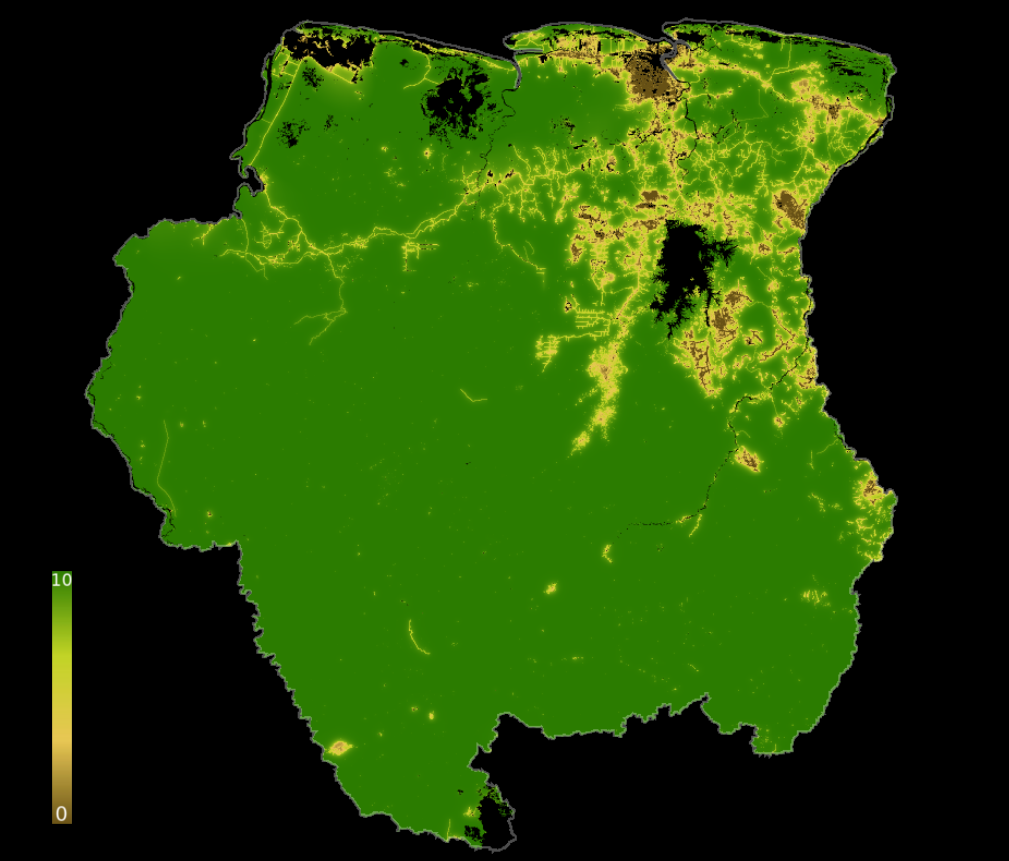
Le Suriname avait un score moyen de l'Indice d'intégrité du paysage forestier 2019 de 9.39, le classant cinquième sur 172 pays.

Le Suriname est, avec la Guyane (qui le jouxte sur une frontière de 510 km) et une partie du Brésil, une des régions du monde les plus riches en biodiversité, mais celle-ci est en rapide recul, au moins en termes de surface disponible. Le pays couvre 2 % de la forêt amazonienne.
La forêt tropicale et les milieux naturels sont de plus en plus écologiquement fragmentés et remplacés par des plantations (riz, arbres), des villages et des infrastructures. La naturalité des milieux diminue fortement autour des implantations humaines et le long des routes et pistes.
L'orpaillage illégal y est en plein développement (maintenant très visible sur les dernières images satellitaires de Google Earth par exemple). Les gigantesques mines de bauxite fournissent 80 % des recettes d’exportation, non sans un impact majeur sur la forêt. Dans les grandes cultures de riz et de banane, on utilise beaucoup de pesticides (insecticides en particulier) qui sont d'autant plus rapidement évaporés ou lessivés par les eaux superficielles que le climat est chaud et humide.
Selon l'ONU, bien que la situation économique semble s'améliorer depuis les années 2000, 50 à 60 % de la population manquent des ressources nécessaires à la satisfaction des besoins essentiels, ce qui encourage l'économie informelle et l'orpaillage illégal dans le pays, comme dans les pays voisins, l'exploitation illégale ou inadaptée de la forêt et du gibier. Le gouvernement du Suriname a établi un plan pluriannuel de développement jusqu’en 2010 pour tenter de vaincre la pauvreté.
Depuis 1999, la France a inscrit le Suriname dans ce qu'elle nomme la zone de solidarité prioritaire, un mécanisme de développement économique, qui a notamment permis une coopération avec la Guyane et la France métropolitaine via le Programme opérationnel de coopération transfrontalière 2007-2013 « Amazonie »,.

## Histoire

### Implantation autochtone
Des groupes tribaux autochtones s’installent à partir de 1100 av. J.-C., sur le plateau des Guyanes : des peuples autochtones anciens, les Arawaks au Ier siècle, puis vers l’an 900 les Kalinagos et enfin Tupis. Ces quatre groupes étaient encore présents lors de l’arrivée des Européens.

### Époque coloniale
Les premiers contacts entre Européens et autochtones se font en 1500, lors d’expéditions espagnoles sur les côtes (Pinzón). Des expéditions britanniques sont menées bien plus tard (1595-1616) par Walter Raleigh. À partir de 1616, les premières colonies permanentes néerlandaises s’installent sur les estuaires de l’Essequibo, de la Berbice puis de la Demerara (en actuel Guyana). En 1630, des Britanniques s’implantent à l’embouchure du fleuve Suriname, ce qui mènera en 1651 à la création de la prospère et éphémère colonie britannique, par Anthony Rowse et Lord Francis Willoughby de Parham, gouverneur de la Barbade. Des colons britanniques et des esclaves noirs arrivent alors de la Barbade.
Cette colonie est conquise en 1667 par les Néerlandais, qui cèdent aux Anglais la Nouvelle-Néerlande en retour. Jusqu’à la fin du XVIIIe siècle, les Néerlandais deviennent maîtres du littoral des Guyanes, du Maroni à l’Essequibo (soit le Suriname et le Guyana). Les quatre colonies permanentes sont administrées par la Compagnie des Indes occidentales, dont la ville d’Amsterdam devient propriétaire en 1770.

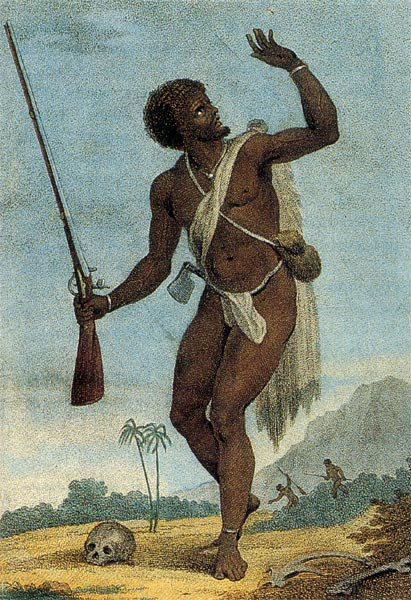
Esclave évadé (marron), 1796.

En 1783, après un siècle de révoltes et d'évasion d’esclaves (marronnage), du fait des dures conditions de ces derniers, les Néerlandais signent un traité avec le chef des révoltés Aluku Nengé, surnommé Boni, reconnaissant une véritable autonomie aux Noirs réfugiés dans les zones forestières.
Les colonies sont reprises par les Britanniques de 1796 à 1799, menant aux traités par lesquels les trois colonies de l’Essequibo, Berbice et Demara (soit le Guyana) restent à la Grande-Bretagne, et celle du Suriname aux Pays-Bas. Ainsi, en 1816, les colonies passent sous l’administration des Pays-Bas, faisant ainsi perdre tous leurs privilèges à la Compagnie des Indes occidentales et à la ville d’Amsterdam. Un gouverneur est alors nommé par La Haye.

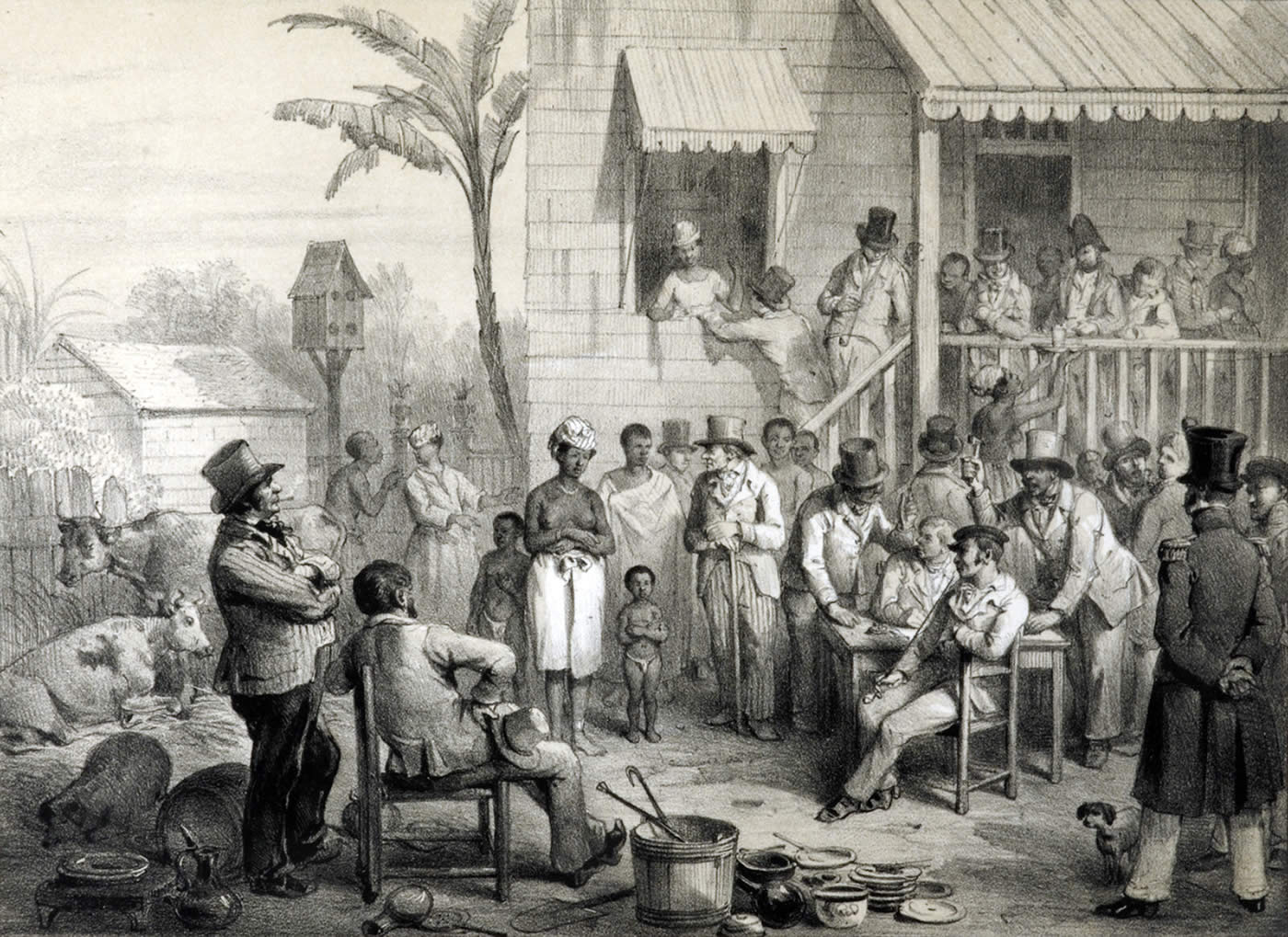
Vente d'esclaves dans la cour d’une demeure bourgeoise de Paramaribo en 1831.

Pendant l'occupation britannique, entre 1796 et 1816, de nombreux esclaves noirs, déjà anglophones, et en provenance des Antilles britanniques, arrivent au Suriname. Leur présence explique le développement de créoles à base d'anglais, comme le sranan, ou le saramaka. Ces créoles s'étendent avec le marronnage dans le pays, au détriment du néerlandais, langue des colonisateurs qui reviennent en 1817.

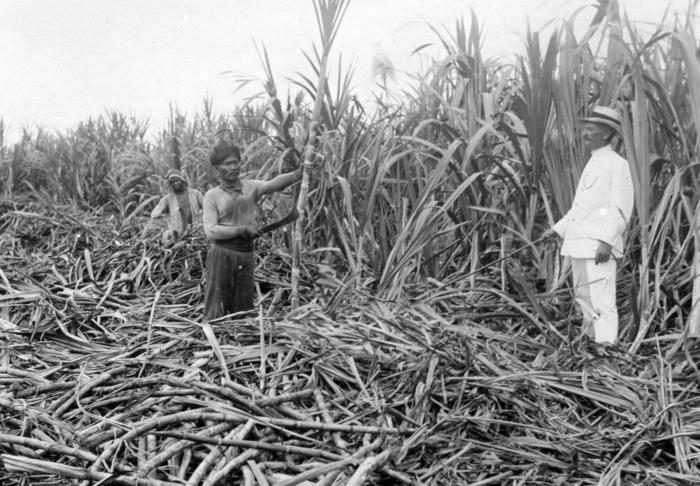
Engagés javanais coupant la canne dans la Plantation Marienbourg, en Guyane néerlandaise, vers 1930.

L’esclavage est aboli tardivement, en 1863 (en 1794 puis en 1848 dans les colonies françaises). Les colons font alors venir des travailleurs hindoustanis (accord avec Londres), javanais et chinois. Comme pour les Indes néerlandaises (l'actuelle Indonésie), le Suriname a le statut d'une colonie commerciale. Les colons blancs néerlandais sont rares, mais ils arrivent cependant à instaurer la langue néerlandaise comme langue coloniale, contrairement à l'Indonésie, car il y a plusieurs ethnies différentes, et donc des langues différentes. L'anglais sera utilisé comme seconde langue administrative et commerciale.
Pendant la Seconde Guerre mondiale, de 1940 à 1945, le Suriname est mis sous tutelle des Américains et de la Grande-Bretagne, car les Pays-Bas sont occupés par l’Allemagne. La colonie coopère alors avec les alliés et l’administration coloniale néerlandaise. À la suite de la libération des Pays-Bas en 1945, des mouvements populaires émergent pour demander l’indépendance. Enfin, en 1954, la colonie du Suriname reçoit de la couronne néerlandaise un statut d’autonomie interne (sous forme d’assemblée législative élue au suffrage universel).
À la fin des années 1960, des tensions fortes éclatent entre le Suriname et le Guyana, ancienne colonie britannique, autour d'un désaccord frontalier près de l'aéroport de Tigri, construit par le Suriname. Le Guyana a envoyé une petite force tenter de prendre le contrôle de ce territoire, échangeant des tirs avec la police surinamaise, distincte des forces néerlandaises, contrainte de se replier.

### Depuis l'indépendance

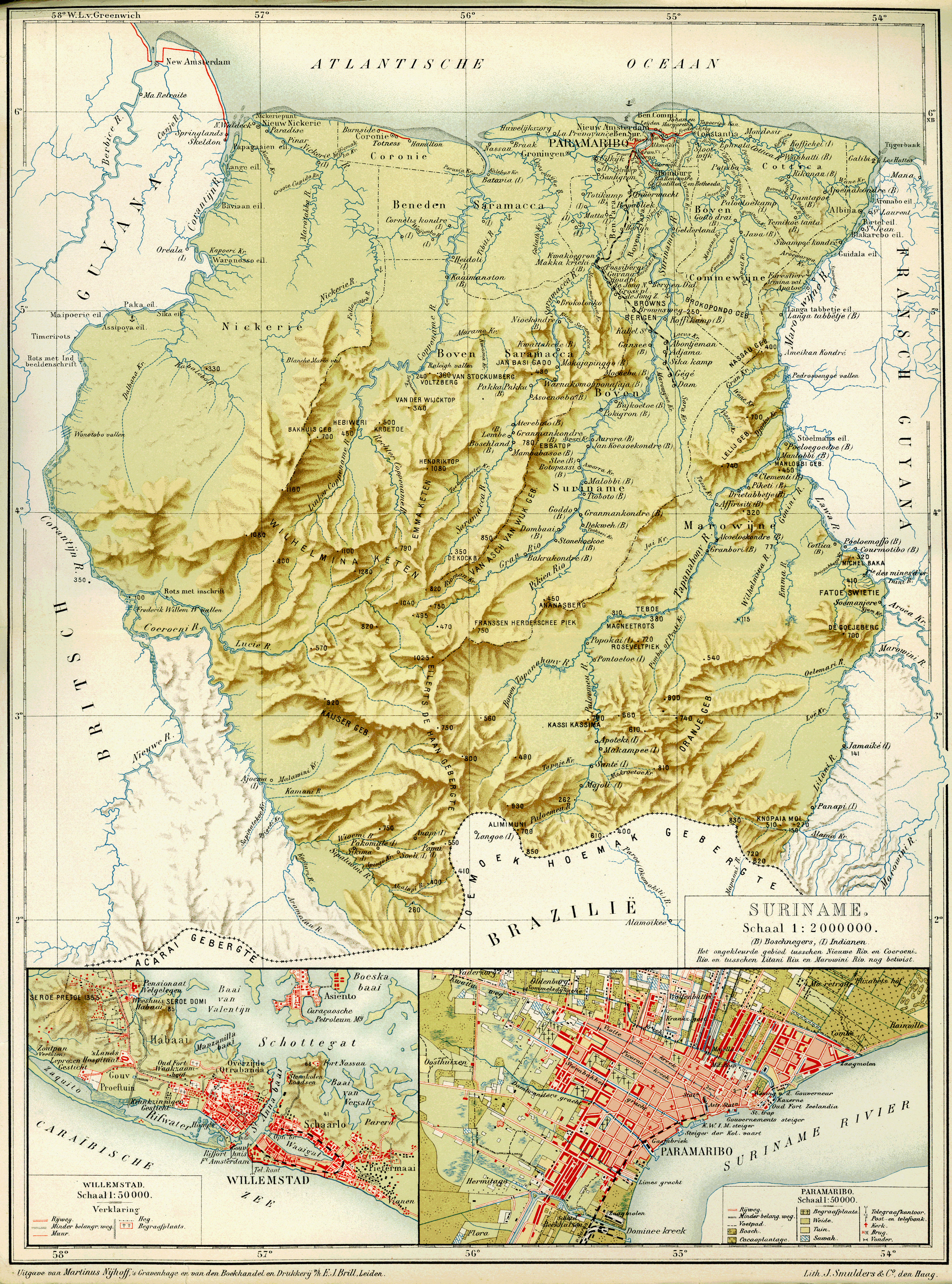
Le Suriname en 1914

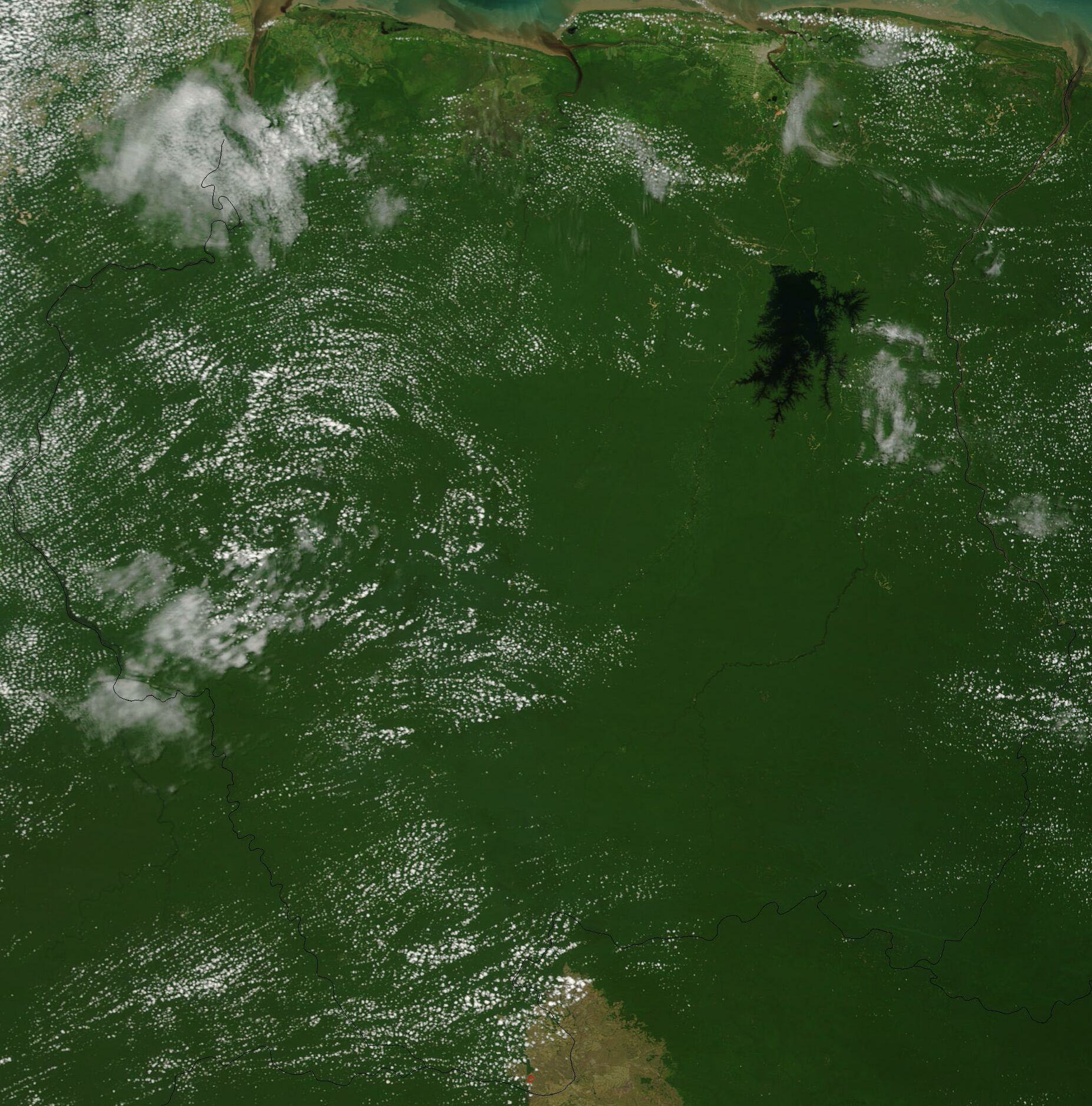
Image satellite du Suriname.

L’acte d’indépendance est adopté le 25 novembre 1975 par le parlement surinamais. Le gouvernement est alors celui de Henck Arron, qui remporte en 1973 l’élection générale pour acquérir l’autonomie gouvernementale. Survient alors un exode des Hindoustanis, surtout vers les Pays-Bas.
Le 25 février 1980, à la suite d'un coup d’État, une dictature militaire menée principalement par Desi Bouterse s'installe. La prise du pouvoir par les militaires, largement soutenue par la population, vise officiellement à lutter contre la corruption, le chômage (qui frappe alors 18 % de la population active), et à remettre de l'ordre dans les affaires publiques. Cependant, « les plans politiques étaient vagues, aucune discussion idéologique n'avait eu lieu en préparation du coup d’État », note l'historienne Rosemarijn Hoefte. Les Pays-Bas suspendent l'aide au développement accordée à leur ancienne colonie, déstabilisant ainsi l'économie surinamaise. Dans le même temps, la chute des cours de la bauxite, principale exportation surinamaise, accentue la crise économique. Le régime est rapidement confronté à plusieurs soulèvements, tantôt conduits par une partie de l’armée, tantôt par des civils. Une répression violente est mise en place, se manifestant notamment le 8 décembre 1982, lors de l’assassinat de quinze opposants au régime militaire à Fort Zeelandia.
Une révolte des Bushinenges à l'été 1986, conduite par Ronnie Brunswijk, un des gardes du corps de Bouterse, cause le début d’une guerre civile. Les forces gouvernementales répliquent, notamment en massacrant des dizaines de civils bushinenges dans le village natal de Ronnie Brunswijk, proche de la frontière française. La communauté internationale fait pression pour instaurer un régime démocratique. Le gouvernement signe la paix avec les Bushinenge le 21 juillet 1989 lors de l'accord de paix de Kourou, mais sa mise en application est retardée par Desi Bouterse qui reprend le pouvoir par un nouveau coup d'État, le 24 décembre 1990. L'année suivante, il perd les élections (en) face à Ronald Venetiaan qui devient président de la République en 1992.
La démocratie est alors rétablie et l’aide néerlandaise reprend. L'élection présidentielle suivante, en 1996, porte Jules Wijdenbosch à la présidence de la République. Ronald Venetiaan remportera l'élection présidentielle de mai 2000, ainsi que celle de 2005 (dans une coalition de huit partis, comprenant 29 députés sur 51).
Le 1er décembre 2007 se tient le procès des auteurs présumés des « massacres de décembre 1982 » (24 suspects, dont Dési Bouterse, qui refuse de se présenter devant le tribunal).
Enfin, le 25 mai 2010, les élections législatives placent la coalition de Dési Bouterse en tête, mais sans majorité absolue. Celui-ci est néanmoins élu président de la République en juillet.
Il est réélu à la suite des élections législatives du 25 mai 2015, où il obtient une majorité absolue, mais cela ne permet pas sa réélection en tant que président de la République. Il est réélu pour un deuxième mandat de président de la République le 14 juillet, en passant des alliances.

## Politique

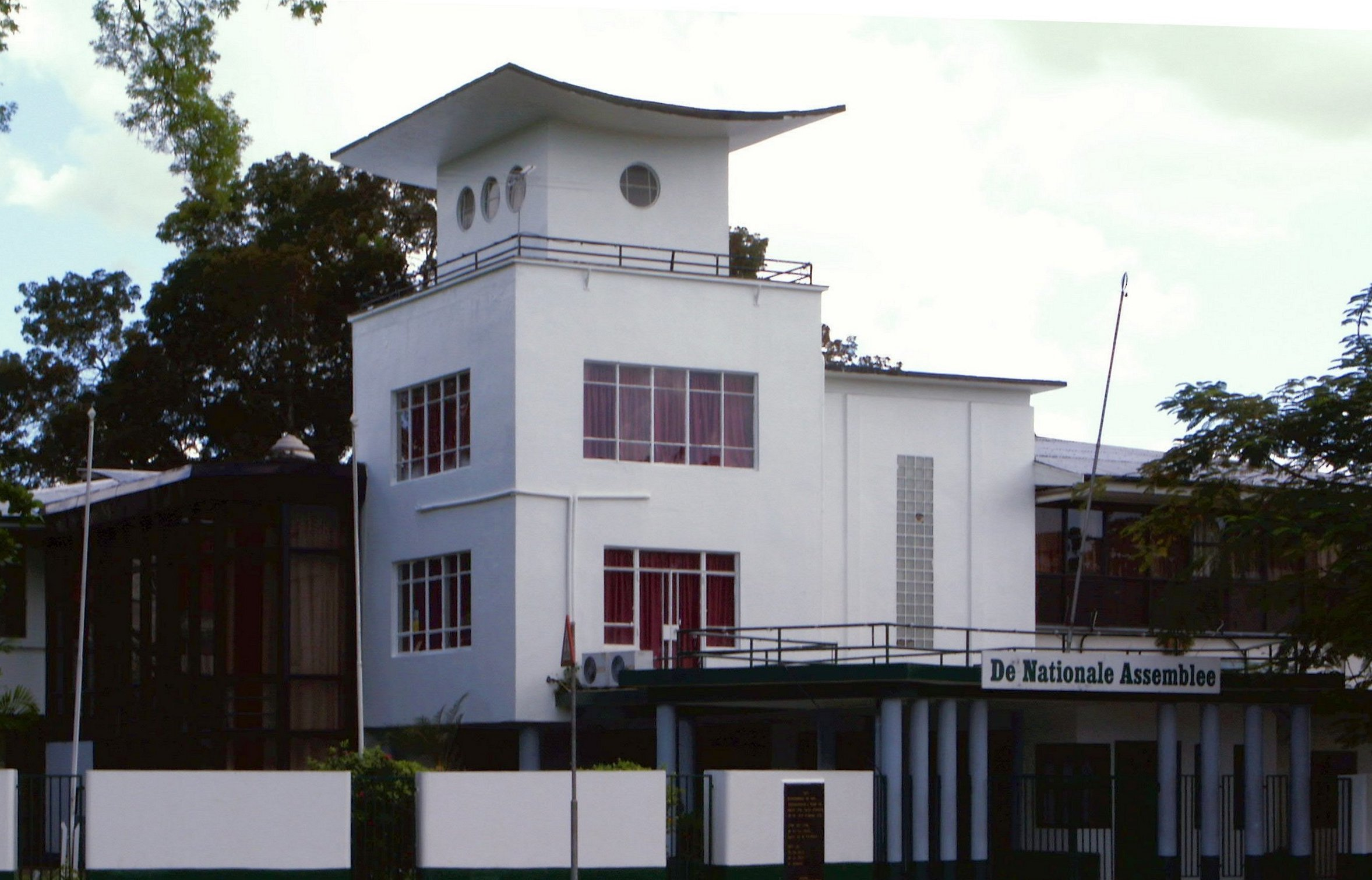
Assemblée nationale du Suriname.

Le Suriname est une démocratie établie par la Constitution de 1987. Le corps législatif est l'Assemblée nationale, composée de 51 membres élus tous les cinq ans.
L'Assemblée nationale élit le président de la République, chef de l'exécutif, par une majorité des deux tiers. Si aucun candidat n'atteint une telle majorité, le président est élu par l'Assemblée du peuple, une institution de 340 personnes composée de l'Assemblée nationale et de représentants régionaux.
Le Suriname est membre de la Communauté caribéenne, le marché commun caribéen.
Le Suriname est membre « invité spécial » de l'Alliance bolivarienne pour les Amériques (ALBA) depuis 2012.

### Droit
Le droit au Suriname est fondé sur un système juridique civiliste, basé notamment sur le système juridique civiliste des Pays-Bas, pays dont le Suriname a obtenu son indépendance en 1975. Le Code civil du Suriname constitue le texte de loi fondamental du pays (outre la Constitution).

### Ordres et décorations
Le gouvernement du Suriname peut délivrer deux décorations aux individus, nationaux ou étrangers, dont l'action civile ou militaire a bénéficié au pays ou à la nation surinamaise. L'Ordre de l'Étoile jaune est la plus haute distinction.
- Ordre de l'Étoile jaune (en)
- Ordre de la Palme (en)

## Divisions administratives
Le Suriname est divisé en dix districts, qui constituent la plus grande division administrative du pays. Seul le district de Sipaliwini ne bénéficie pas de capitale et est plutôt administré directement par le gouvernement national depuis la capitale, Paramaribo. Chaque district est dirigé par un commissaire de district qui est nommé par le président. Ce dernier peut également le démettre de ses fonctions. Chaque district est subdivisé en ressorts, qui constituent en quelque sorte des entités municipales. Il s'y compte un total de 62 ressorts.
| #  | District   | Capitale        | Superficie (km²) | Superficie (%) | Population (2012) | Population (%) | Densité (hab./km²) | Carte |
| -- | ---------- | --------------- | ---------------- | -------------- | ----------------- | -------------- | ------------------ | ----- |
| 1  | Paramaribo | Paramaribo      | 183              | 0,1            | 240 924           | 44,48          | 1 316,5            |       |
| 2  | Wanica     | Lelydorp        | 442              | 0,3            | 118 222           | 21,83          | 267,5              |       |
| 3  | Nickerie   | Nieuw Nickerie  | 5 353            | 3,3            | 34 233            | 6,32           | 6,4                |       |
| 4  | Coronie    | Totness         | 3 902            | 2,4            | 3 391             | 0,63           | 0,9                |       |
| 5  | Saramacca  | Groningen       | 3 636            | 2,2            | 17 480            | 3,23           | 4,8                |       |
| 6  | Commewijne | Nieuw-Amsterdam | 2 353            | 1,4            | 31 420            | 5,8            | 13,4               |       |
| 7  | Para       | Onverwacht      | 5 393            | 3,3            | 24 700            | 4,56           | 4,6                |       |
| 8  | Marowijne  | Albina          | 4 627            | 2,8            | 18 294            | 3,38           | 3,95               |       |
| 9  | Brokopondo | Brokopondo      | 7 364            | 4,5            | 15 909            | 2,94           | 2,2                |       |
| 10 | Sipaliwini | aucune          | 130 567          | 79,7           | 37 065            | 6,84           | 0,3                |       |
|    | SURINAME   | Paramaribo      | 163 820          | 100,0          | 541 638           | 100,0          | 3,3                |       |

## Démographie

### Population

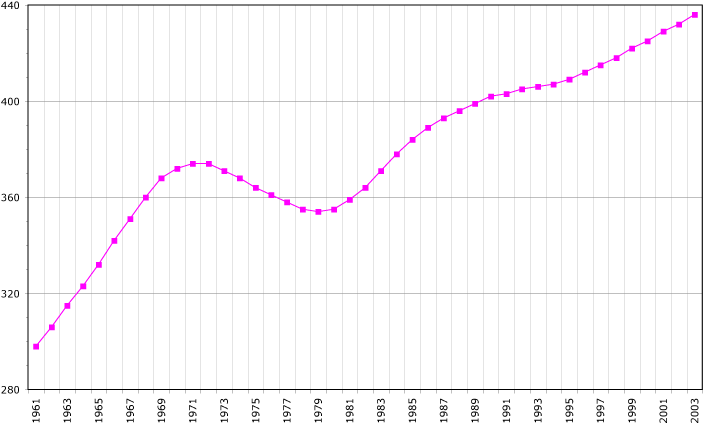
Évolution de la démographie entre 1961 et 2003 (chiffre de la FAO, 2005). Population en milliers d'habitants.

Composition ethnique en 2012:
- Hindoustani (27,4 %)
- Marrons (21,7 %)
- Créoles (15,7 %)
- Javanais (13,7 %)
- Métis (13,4 %)
- Amérindiens (3,8 %)
- Chinois (1,5 %)
- Blancs (0,3 %)
- Autres (2,5 %)

La population du Suriname est d'origine géographique variée. À la fin des années 1880, une aquarelle d'Arnold Borret représente 19 types.
Aujourd'hui, la population surinamienne est constituée de plusieurs groupes ethniques. Le plus grand, 27,4 % de la population, est composé des Hindoustanis (tant hindous que musulmans ou chrétiens), descendants d'immigrés venus d'Inde au XIXe siècle dans le cadre de l'engagisme.
Les Marrons (descendants d'esclaves africains évadés) représentent environ 21,7 %, alors que les Créoles, d'ascendance mixte européenne et africaine, et les Javanais (« importés » des anciennes Indes orientales néerlandaises) représentent respectivement 15,7 % et 13,7 %, presque le même pourcentage que les métis (13,4 %).
Le reste de la population est composé d'Autochtones (3,8 %), de Chinois (1,5 %) et de Blancs (0,3 %), parmi lesquels les Boeroes (même origine que les Boers en Afrique du Sud), descendants des colons ruraux néerlandais du XIXe siècle et les « Bakras », arrivants plus récents, avec des Syro-libanais. Enfin, bon nombre de travailleurs immigrés brésiliens sont arrivés récemment au Suriname.
Il reste par ailleurs quelques familles juives séfarades, descendantes de réfugiés expulsés d'Espagne en 1492 et du Portugal en 1495, venus au XVIIe siècle via les Pays-Bas, l'Italie (Granas) ou le Brésil. Elles ont bénéficié, sous la colonisation britannique, puis néerlandaise, d'une certaine autonomie, dans une localité appelée Jodensavanne, qu'elles avaient mise sur pied en 1652 sur la Savannah, près de la crique de Cassipora.

### Religion
En raison du grand nombre de groupes ethniques dans le pays, il n'y a pas de religion principale. La plupart des Hindustanis sont hindous, mais il y a également des musulmans et des chrétiens parmi eux. La plupart des Créoles et des Marrons sont chrétiens.
Selon le Pew Research Center, en 2010, 51,6 % des habitants du Surinam sont chrétiens principalement catholiques (29,3 %) et protestants (21,2 %), alors que 19,8 % sont hindous, 15,2 % sont musulmans et que 5,3 % pratiquent une religion populaire. Il y a aussi des baha'is, et des ahmadis en petits nombres. Dans l'intérieur du pays, il subsiste quelques groupes autochtones animistes, ou qui mêlent des pratiques animistes avec le christianisme.

## Économie
Le Suriname connaît une grave crise économique, avec une inflation élevée et une dette extérieure ayant explosé. Ses réserves de pétrole pourraient représenter 20 milliards de recettes en 20 ans pour l'État.
En 2022, environ 20 000 Brésiliens et 10 000 Noirs marrons cherchent de l'or dans les forêts de l'intérieur du pays, difficiles d'accès et non contrôlées par l’État.
En outre, deux mines sont exploitées par les multinationales Iamgold et Newmont.

## Transports
Le Suriname dispose d'un aéroport international, l'aéroport international Johan Adolf Pengel.
Le Suriname est un des deux pays d'Amérique du Sud où la conduite se fait à gauche, l'autre étant son voisin, le Guyana.

## Sport
De nombreux sportifs, et plus particulièrement des footballeurs, sont nés au Suriname, ou sont d'origine surinamaise, comme Ruud Gullit, Frank Rijkaard, Patrick Kluivert, Clarence Seedorf, Edgar Davids, Georginio Wijnaldum, Virgil van Dijk, Jimmy Floyd Hasselbaink ou encore Aron Winter ainsi que les kickboxers Ernesto Hoost, Remy Bonjasky, Tyrone Spong, Melvin Manhoef, Andy Ristie et Jairzinho Rozenstruik le combattant de MMA catégorie poids lourds.
Le seul médaillé olympique du Suriname est Anthony Nesty, vainqueur du 100 m papillon aux Jeux olympiques de Séoul en 1988.

## Culture et langue
Les locuteurs de ce pays se partagent une quinzaine de langues, dont les plus importantes sont : le néerlandais (500 000 locuteurs) ; le créole surinamien à base d'anglais (120 000 locuteurs), appelé aussi sranan ; le hindi appelé « sarnami hindustani » (150 000 locuteurs) ; le « javanais » appelé « surinamien javanais » (60 000) ; le créole guyanais (500) ; le ndjuka (ou aucan) (25 000) ; le créole saramaca (23 000) ; le chinois hakka (6 000), etc. Précisons que plus de 120 000 locuteurs parlent le créole surinamien ou sranan tongo, comme langue seconde ; et 100 000 locuteurs, le néerlandais. À noter aussi la présence de 10 000 locuteurs du créole haïtien. L'anglais est à peu près parlé partout, favorisé en cela par la diffusion de deux langues créoles à base d'anglais : le sranan tongo et le saramaca. Bien que n'ayant pas de statut officiel, l'anglais est couramment utilisé par les institutions, l'administration et les médias, dont la télévision. Le français est très utilisé surtout près de la frontière avec la Guyane et de nombreux surinamais parlent le français couramment. Le portugais et l'espagnol sont deux langues très présentes (surtout parlées en seconde langue), mais on en ignore le nombre exact de locuteurs.
Les 40 000 Brésiliens (environ 8 % de la population) parlent le portugais, mais très peu parlent le néerlandais. Le papiamento, créole à base de portugais, et parlé surtout aux Antilles néerlandaises, est aussi présent au Suriname, mais avec un nombre de locuteurs plus restreint.